# Neodrasterius
Neodrasterius is een geslacht van kevers uit de familie  
kniptorren (Elateridae).
Het geslacht is voor het eerst wetenschappelijk beschreven in 1996 door Kishii.

## Soorten
Het geslacht omvat de volgende soorten:
- Neodrasterius hisamatsui (Ôhira & Satô, 1964)
- Neodrasterius kiyoyamai Kishii, 1996